# بیلدموست

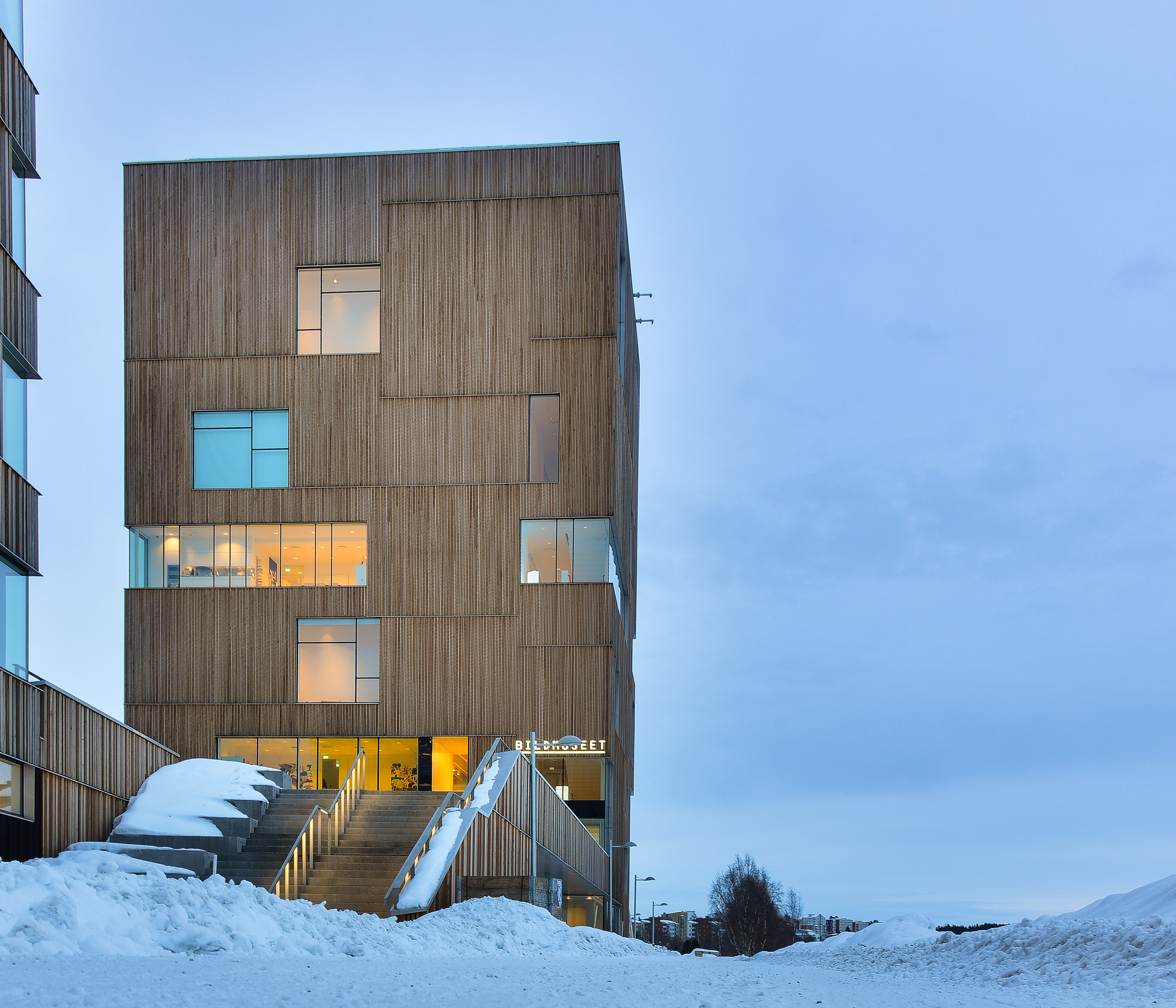
موزه بیلدموست.

بیلدموست (به سوئدی: Bildmuseet) یک نگارخانه در شهر اومئو، سوئد است.
این نگارخانه در سال ۱۹۸۱ میلادی توسط دانشگاه اومئو تأسیس شده و در سال ۲۰۱۲ به محل جدید در پردیس هنر اومئو انتقال یافت. این موزه نمایشگاه‌های هنرهای معاصر، عکاسی، معماری و طراحی بین‌المللی است. همچنین تورها، سخنرانی‌ها و سمینارها مختلف در این نگارخانه برگزار می‌شود.